# Qwara
Qwara är ett distrikt i Etiopien.   Det ligger i regionen Amhara, i den nordvästra delen av landet, 500 km nordväst om huvudstaden Addis Abeba.